# 노벨 화학상

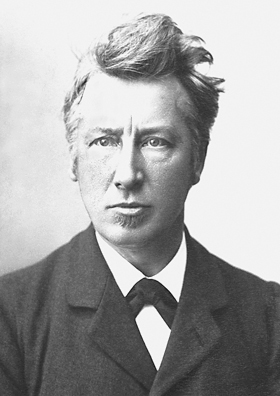
야코뷔스 반트 호프는 1901년에 화학동역학 법칙 및 삼투압을 발견하여 최초로 노벨 화학상을 받은 사람이 됐다.

노벨 화학상(스웨덴어: Nobelpriset i kemi, 영어: Nobel Prize in Chemistry)은 알프레드 노벨의 기일인 매년 12월 10일에 스웨덴 왕립 과학원에서 주는 것으로 다른 노벨상들과 마찬가지로 스웨덴의 스톡홀름에서 주어진다. 노벨 화학상 수상자는 1,000만 스웨덴 크로나(한화 약 16억 8,190만원)의 상금을 받게 된다.

## 같이 보기
- 노벨 화학상 수상자 목록
- 노벨상 수상자 목록
- 울프 화학상